# مگس‌عقربان استرالیایی
مگس‌عقربان استرالیایی (نام علمی: Choristidae) نام یک تیره از راسته منقارسران است.